# Kampfgeschwader 200
Kampfgeschwader 200 (KG 200) – jednostka specjalna Luftwaffe zajmująca się szczególnie trudnymi misjami bojowymi, transportowymi, rozpoznaniem dalekiego zasięgu oraz testowaniem i użytkowaniem samolotów zdobycznych.
Tradycje nazwy Geschwader sięgają I wojny światowej, kiedy pierwsza jednostka myśliwska pod nazwą „Jagdgeschwader nr. 1” pod dowództwem kapitana Manfreda von Richthofena powstała dopiero 28 października 1917. Druga i trzecia jednostka myśliwska została utworzona 16 marca 1918. Po śmierci Richthofena 21 kwietnia 1918 Jagdgeschwader nr 1 ostatecznie nadano 14 maja 1918 nazwę i oznaczenie „Jagdgeschwader Freiherr v. Richthofen Nr. 1”. W tej nazwie leżą korzenie późniejszych i dzisiejszych tradycyjnych nazw jednostek niemieckiego lotnictwa.

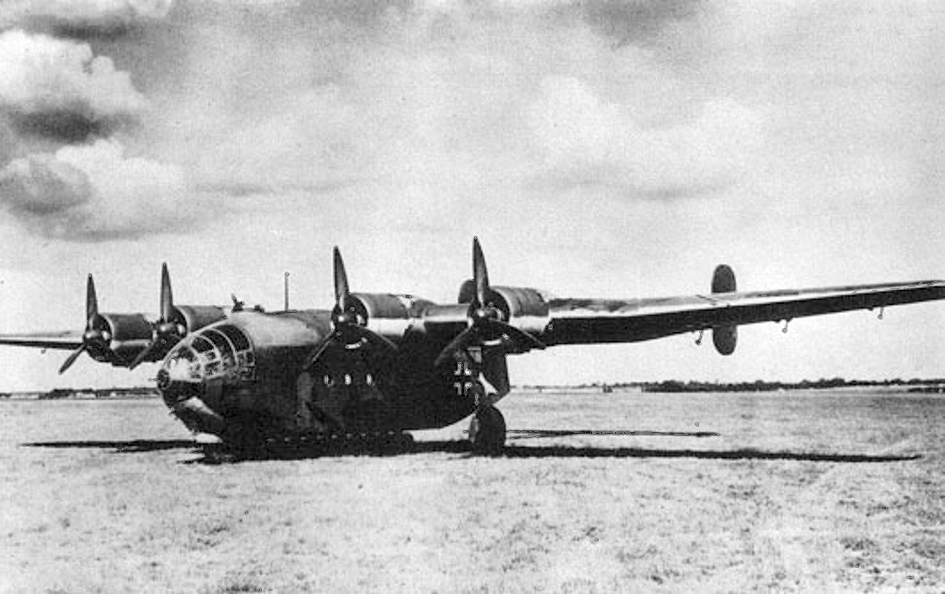
Arado Ar 232B – samolot używany do misji specjalnych przez KG 200 z możliwością operowania na lotniskach nieutwardzonych

## Zadania
Kampfgeschwader 200 zyskał reputację eskadry duchów, lub szpiegów, rozmieszczając i dostarczając agentów Abwehry, a później Głównego Urzędu Bezpieczeństwa Rzeszy na zapleczu wroga.
Jednostka posiadała w swoim składzie różne typy samolotów i szybowców, wśród nich przechwycone amerykańskie Douglas DC-3 i czterosilnikowe bombowce Flying Fortress. Testowanie ich celem poznania ich zalet i wad było jednym z zadań personelu KG 200. Użytkowano je także z niemieckim oznaczeniem głównie ze względu na duży zasięg, nie w celu zmylenia wroga.
Jedną z misji była w lipcu 1944 „Operacja Zeppelin”, w której miał zginąć w zamachu Józef Stalin. KG 200 był również odpowiedzialny za testowanie nowej broni, przygotowywanie strategicznych ataków z użyciem broni specjalnej, np. bomby kierowanej falami radiowymi Fritz X, walka z ważnymi celami bronią specjalną i transport towarów o znaczeniu strategicznym samolotami dalekiego zasięgu z Mandżurii okupowanej przez Japonię. Ochotnicy do tak zwanej „misji bojowej związanej z samopoświęceniem” (niem. Selbstopfereinsatz) z Eskadry Leonidas zostali przeszkoleni w KG 200 i zostali użyci do niszczenia mostów na Odrze. Podczas samobójczych ataków zginęło 35 pilotów.

## Geschwaderkommodoren– dowódcy jednostki
- Oberst Heinz Heigl, 02.1944 – 11.1944[7]
- Obstlt Werner Baumbach, 15.11.1944 – 6.3.1945[7] (ustąpił ze stanowiska z oddaniem odznaczeń jako protest przeciwko użyciu w misjach samobójczych do zniszczenia mostów na Odrze i Nysie pilotów wyszkolonych w KG 200 – eskadra Leonidas[2])
- Major Adolf von Hernier, 6.03.1945 – 25.04.1945[7]